# تونگوبوری
تونگوبوری (به لاتین: Tongobory) یک منطقهٔ مسکونی در ماداگاسکار است که در بخش بتیوکی-آتسیمو واقع شده‌است. تونگوبوری ۲۱٬۰۰۰ نفر جمعیت دارد و ۸۸ متر بالاتر از سطح دریا واقع شده‌است.